# Dyclonine
Dyclonine (Dyclocaine) là một loại thuốc gây tê miệng là thành phần hoạt chất của Sucrets, một viên ngậm trị viêm họng không kê đơn. Nó cũng được tìm thấy trong một số loại thuốc xịt trị viêm họng Cepacol. Nó là một chất gây tê cục bộ, được sử dụng tại chỗ như muối hydrochloride.

## Lịch sử
Sản phẩm Sucrets được giới thiệu tại Baltimore, Maryland, bởi Sharp & Dohme vào năm 1932.
Năm 1966, Ủy ban Thương mại Liên bang đã ra lệnh cho Merck and Company chấm dứt các tuyên bố sai lầm về các đặc tính diệt vi trùng và giảm đau cho Sucz và Children Sucrets họng của họ. Năm 1977, nó đã được Beecham mua lại, sau đó sáp nhập với SmithKline Beckman vào năm 1989 để tạo thành SmithKline Beecham. Đến năm 1994, thương hiệu đã chuyển từ hộp kim loại sang hộp nhựa. SmithKline Beecham, sau khi tuyên bố sáp nhập với GlaxoWellcome để thành lập GlaxoSmithKline, đã bán thương hiệu này vào năm 2000 cho Insight Enterprises. Năm 2011, Sucrets giới thiệu lại sản phẩm của họ trở lại thành hộp thiếc quen thuộc do nhu cầu phổ biến và sự hoài cổ.